# Pedro de la Plesa
Pedro de la Plesa (fallecido en 1622) fue un corsario español del siglo XVII. Sirvió como corsario de Dunquerque al servicio de la Corona Española durante la Guerra de los Ochenta Años. Él y el también corsario Juan García ganaron notoriedad por abandonar a su camarada el capitán holandés Jan Jacobsen en su última batalla naval contra las Provincias Unidas de los Países Bajos.

## Biografía
En octubre de 1622 partió de Dunkerque junto con Juan García y Jan Jacobsen en un intento de romper el bloqueo enemigo. Sin embargo, de la Plesa fue avistado de inmediato por un yate holandés que pasaba mientras navegaba fuera del puerto belga de Ostende. El capitán del barco, Jacob Volckertzoon Vinck, cortó las amarras y navegó hacia una flota cercana bajo el mando del almirante Harman Kleuter. Habiendo sido informado de las actividades de los corsarios, partió tras ellos de inmediato. Más tarde se le unió otro escuadrón de Brielle bajo el mando del capitán Lambert Hendrikszoon. Cuando apareció la flota combinada, los dos españoles, al darse cuenta de que los superaban en número, optaron por retirarse. Navegando hacia Inglaterra, Jan Jacobsen eligió luchar contra los nueve barcos de guerra que lo perseguían. No se sabe si Jacobsen había decidido hacer una resistencia final o cubrir la retirada de Juan García y Pedro de la Plesa, sin embargo, murió en la larga y reñida batalla.